# Abraham Geiger
Abraham Geiger, född 24 maj 1810 i Frankfurt, död 23 oktober 1874 i Berlin, var en tysk rabbin. Han var far till Ludwig Geiger och farbror till Lazarus Geiger.
Geiger, som tidigare verkat i Breslau, anställdes 1863 i Frankfurt am Main och 1870 i Berlin, där han även var lärare vid rabbinseminariet, och en av den judiska reformförelsens ledare. Han var verksam vid flera rabbinkongresser 1837–1845, genom en vittfamnande vetenskaplig produktion, som predikant och tidskriftsutgivare för Jüdische Zeitschrift 1864–1874. Bland Geigers skrifter märks Was hat Mohammed aus dem Judentum aufgenommen? (1833, 2:a upplagan 1902), och Das Judentum und seine Geschichte (1–3, 1864–1871, ny upplaga 1910, en svensk översättning av del 2 utgavs 1872).